# 周申明
周申明（1936年—2001年），笔名华岱，男，河南尉氏人，中国文学评论家，中共河北省委宣传部原常务副部长，河北省文学艺术界联合会原副主席。